# Макриніт

Макриніт

Макриніт (рос. макринит, англ. macrinite, нім. Macrinit m) — мацерал інертинітової мацеральної групи, який зустрічається або як аморфна основна маса, або розрізнені безструктурні тіла різноманітної форми.

## Загальна характеристика
Макриніт — порівняно аморфна, незерниста основна маса з високою відбивною здатністю, яка не виявляє або практично не має структури. Окрім макриніту, який зустрічається у вигляді основної маси, знайдені також ізольовані частинки макриніту різного розміру, витягнуті або округлої форми.
Макриніт є досить рідкісним мацералом групи інертиніту. Термін «основна маса» застосований тому, що інші мацерали, такі, як спориніт, кутиніт і резиніт, ув'язнені в ній і в певному значенні цементуються нею. Подібно колінітовій основній масі клариту, макринітова основна маса дуриту не має характерних форм. В дуриті спориніт, кутиніт і резиніт звичайно асоціюються з інертним детритом (інертодетринітом) або з семифюзинітом, але іноді зустрічаються дурит і клародурит, в аморфну основну масу яких, а саме в макриніті, включені мацерали групи екзініту.
Макриніт має варіативну (змінну) відбивну здатність, яка відповідає відбивній здатності фюзиніту або семифюзиніту. У відбитому світлі макриніт має колір білий до блідо-сірого, в прохідному світлі — чорний до коричневого. Його абразивна твердість майже така ж, як у вітриніту.

## Історія терміна
Термін введений Штахом і Алперном (1963 р., опубл. в 1966 р.) для опису відносно великого масивного інертинітового мацерала.
Походження слова: macros (грецьк.) — довгий.

## Форми поширення
Макриніт зустрічається як основна маса, у формі прошарків або лінз не має характерної форми. Найменший діаметр макринітових агрегатів — понад 10 мкм.
За структурою і відбивною здатністю макриніт займає перехідне положення по відношенню до семіфюзиніту (Діссель, 1992 р.). У вугіллі нижчого ступеня вуглефікації макриніт зустрічається у вигляді тріщинних гелей з високою відбивною здатністю або має текстуру, подібну текстурі навколишніх атриніта/денсиніта, який його оточує (Штах і ін., 1982 р.). Агрегати ясно розпізнаваних найдрібніших ґранул (<2 мкм) з відбивною здатністю інертиніту належать до мікриніту. Круглясті інертинітові тіла з або без порожнин або тріщин належать до секретиніту.

## Походження
Пласти і агрегати макриніту, ймовірно, утворюються з флокульованих речовин гумусової основної маси, які зазнали процесів дегідратації і окиснення-відновлення на ранньому етапі торфоутворення в зв'язку зі зниженням рівня підземних вод (Штах і Алперн, 1966 р.; Діссель, 1992 р.). Макриніт може також бути метаболічним продуктом грибів і бактерій (Штах і ін., 1982 р.). Ізольовані агрегати можуть походити від корполітів (Штах і ін., 1982 р.). Макриніт низької стадії вуглефікації вугілля може бути результатом повільного горіння торфу.

## Фізичні властивості
Колір — ясно-сірий до білого, в горючих сланцях іноді жовтувато-білий. Відбивна здатність може варіювати в широкому діапазоні в межах одного вугілля, але завжди вища, ніж у супроводжуючого вітриніту. Флуоресценція спостерігається особливо при опроміненні хвилями з великою довжиною (Діссель, 1985 р.), але вона завжди нижча, ніж у вітринітових мацералів того ж вугілля (Діссель і МакХью, 1986 р.). Чим вища відбивна здатність, тим нижча інтенсивність флуоресценції.
Твердість шліфування. Ослаблення носить змінний характер, але в більшості випадків вища, ніж у мацералів вітринітової групи, а іноді нижча, ніж у секретиніту в тому ж вугіллі.
Машталерц і Бастін (1993 р.) визначили елементний склад макриніту у вугіллі з допомогою електронного мікрозонду.

## Залягання
Макриніт характерний для дюриту, особливо в деяких крассидюдитах з північної півкулі. Також зустрічається в трімацериті. Іноді макриніт супроводить вітриніт, головним чином колодетриніт. У залежності від його хімічних властивостей макриніт може бути частиною керогену типу III (флуоресціюючий макриніт), але частіше за все він належить до керогену типу IV.

## Реакційна здатність
Реакційна здатність макриніту пов'язана з його відбивною здатністю і властивостями флуоресценції. Чим нижча відбивна здатність і більша флуоресценція, тим вища реакційна здатність (Діссель, 1992 р.).

## Синоніми
Син. — опакова речовина, частково опаковий детрит (ТВМ), гелофюзиніто-колініт, (Тімофеєв і Боголюбова, 1964 р.), «Steinkohlenartige Teilchen» в лігнитах (Тейхмюллер, 1950 р.), масивний мікриніт (МКПВОР, 1963 р.).